# Dirk De Vriese
Dirk De Vriese, né à Knokke le 3 décembre 1958, est un footballeur international belge actif du milieu des années 1970 au milieu des années 1990. Il joue toute sa carrière au poste de milieu défensif, avant de se reconvertir en agent de joueurs.

## Carrière en club

### Premiers clubs, deux relégations
Dirk De Vriese commence à jouer au football en 1969 dans les équipes de jeunes du Royal Knokke Football Club, le club de sa ville natale. En 1974, il rejoint l'école de jeunes du Cercle de Bruges et après deux ans, il est intégré au noyau de l'équipe première. Il fait ses débuts en Coupe de Belgique contre Herselt, match remporté sur le score de 12-0. À seulement 18 ans, il s'impose d'emblée dans la défense brugeoise, mais après une bonne première saison, l'équipe a plus de mal durant l'exercice 1977-1978 et termine en position de relégable. Le joueur décide alors de quitter Bruges pour rejoindre la R. AA louviéroise, également active en Division 1. Malheureusement, son nouveau club termine avant-dernier un an plus tard et doit redescendre en Division 2, dont le champion n'est autre que le Cercle de Bruges.

### Passage par la capitale
Malgré ces deux relégations successives, les bonnes prestations de Dirk De Vriese ne passent pas inaperçues et il est transféré au RWDM. Il s'impose rapidement dans le onze de base molenbeekois et en devient un joueur essentiel. Après avoir joué le maintien avec ses deux précédents clubs, Dirk De Vriese participe à la Coupe UEFA 1980-1981 dont le RWDM est éliminé dès le premier tour par le Torino. Il est également appelé une première fois en équipe nationale belge en septembre 1981, sans prendre part au match. Après trois saisons réussies, il est transféré en 1982 par le Sporting Anderlecht, un des trois grands clubs du pays. Malheureusement, gêné longtemps par une blessure, il ne parvient pas à trouver sa place dans l'effectif du club, manquant notamment la finale de la Coupe UEFA 1982-1983 remportée par son équipe. Après avoir disputé seulement six rencontres de championnat et une en Coupe, il quitte le club et rejoint le KSC Lokeren.

### Retour au premier plan
Dans son nouveau club, Dirk De Vriese retrouve une place de titulaire et est rappelé chez les « Diables Rouges » en octobre 1984, célébrant cette fois sa première et unique cape internationale. En 1986, il décide de retourner au RWD Molenbeek, son ancien club. Il y retrouve d'emblée une place de titulaire mais l'équipe doit lutter chaque saison pour son maintien. Finalement, ce qui devait arriver arriva et le club est relégué en deuxième division en 1989. Après cette troisième relégation subie dans sa carrière, Dirk De Vriese décide de rester fidèle à ses couleurs et l'aide à remporter le titre de Division 2, ce qui permet au RWDM de revenir parmi l'élite après une seule saison. Il reste à Molenbeek jusqu'en 1993 puis s'en va à La Gantoise. Il n'y reste qu'une saison, ne parvenant pas à y devenir un titulaire indiscutable, avant de rejoindre le KFC Eeklo, actif en Division 2.

### Fin de carrière dans les divisions inférieures
Il ne joue que la moitié des rencontres du championnat que le club termine à la dernière place, synonyme de relégation. De Vriese n'accompagne pas ses équipiers en Division 3 mais part pour le Racing Tournai, un club de Promotion. Il aide le club à conquérir le titre de champion dans sa série avant de mettre un terme à sa carrière de joueur.

### Statistiques
| Saison                | Club                  | Championnat           | Championnat | Championnat | Coupe(s) nationale(s) | Coupe(s) nationale(s) | Compétition(s) continentale(s) | Compétition(s) continentale(s) | Compétition(s) continentale(s) | Total | Total |
| Saison                | Club                  | Division              | M.          | B.          | M.                    | B.                    | Comp.                          | M.                             | B.                             | M.    | B.    |
| 1976-1977             | Cercle Bruges KSV     | Division 1            | 27          | 0           | 5                     | 0                     | -                              | 0                              | 0                              | 32    | 0     |
| 1977-1978             | Cercle Bruges KSV     | Division 1            | 26          | 0           | 3                     | 0                     | -                              | 0                              | 0                              | 29    | 0     |
| Sous-total            | Sous-total            | Sous-total            | 53          | 0           | 8                     | 0                     | -                              | 0                              | 0                              | 61    | 0     |
| 1978-1979             | RAA louviéroise       | Division 1            | 31          | 3           | -                     | -                     | -                              | 0                              | 0                              | 31    | 3     |
| Sous-total            | Sous-total            | Sous-total            | 31          | 3           | -                     | -                     | -                              | 0                              | 0                              | 31    | 3     |
| 1979-1980             | RWD Molenbeek         | Division 1            | 29          | 9           | -                     | -                     | -                              | 0                              | 0                              | 29    | 9     |
| 1980-1981             | RWD Molenbeek         | Division 1            | 28          | 6           | -                     | -                     | C3                             | -                              | -                              | 28    | 6     |
| 1981-1982             | RWD Molenbeek         | Division 1            | 31          | 4           | -                     | -                     | -                              | 0                              | 0                              | 31    | 4     |
| Sous-total            | Sous-total            | Sous-total            | 88          | 19          | -                     | -                     | -                              | -                              | -                              | 88    | 19    |
| 1982-1983             | RSC Anderlecht        | Division 1            | 6           | 0           | 1                     | 0                     | C3                             | 0                              | 0                              | 7     | 0     |
| Sous-total            | Sous-total            | Sous-total            | 6           | 0           | 1                     | 0                     | -                              | 0                              | 0                              | 7     | 0     |
| 1983-1984             | KSC Lokeren           | Division 1            | 27          | 3           | -                     | -                     | -                              | 0                              | 0                              | 27    | 3     |
| 1984-1985             | KSC Lokeren           | Division 1            | 30          | 3           | -                     | -                     | -                              | 0                              | 0                              | 30    | 3     |
| 1985-1986             | KSC Lokeren           | Division 1            | 25          | 2           | -                     | -                     | -                              | 0                              | 0                              | 25    | 2     |
| Sous-total            | Sous-total            | Sous-total            | 82          | 8           | -                     | -                     | -                              | 0                              | 0                              | 82    | 8     |
| 1986-1987             | RWD Molenbeek         | Division 1            | 31          | 0           | -                     | -                     | -                              | 0                              | 0                              | 31    | 0     |
| 1987-1988             | RWD Molenbeek         | Division 1            | -           | 1           | -                     | -                     | -                              | 0                              | 0                              | 0     | 1     |
| 1988-1989             | RWD Molenbeek         | Division 1            | -           | -           | -                     | -                     | -                              | 0                              | 0                              | 0     | 0     |
| 1989-1990             | RWD Molenbeek         | Division 2            | 28          | 3           | -                     | -                     | -                              | 0                              | 0                              | 28    | 3     |
| 1990-1991             | RWD Molenbeek         | Division 1            | 32          | 2           | -                     | -                     | -                              | 0                              | 0                              | 32    | 2     |
| 1991-1992             | RWD Molenbeek         | Division 1            | 27          | 1           | -                     | -                     | -                              | 0                              | 0                              | 27    | 1     |
| 1992-1993             | RWD Molenbeek         | Division 1            | 29          | 0           | -                     | -                     | -                              | 0                              | 0                              | 29    | 0     |
| Sous-total            | Sous-total            | Sous-total            | 147         | 7           | -                     | -                     | -                              | 0                              | 0                              | 147   | 7     |
| 1993-1994             | KAA La Gantoise       | Division 1            | 15          | 0           | -                     | -                     | -                              | 0                              | 0                              | 15    | 0     |
| Sous-total            | Sous-total            | Sous-total            | 15          | 0           | -                     | -                     | -                              | 0                              | 0                              | 15    | 0     |
| 1994-1995             | KFC Eeklo             | Division 2            | 15          | 1           | -                     | -                     | -                              | 0                              | 0                              | 15    | 1     |
| Sous-total            | Sous-total            | Sous-total            | 15          | 1           | -                     | -                     | -                              | 0                              | 0                              | 15    | 1     |
| 1995-1996             | RRC Tournai           | Promotion             | -           | -           | -                     | -                     | -                              | 0                              | 0                              | 0     | 0     |
| Sous-total            | Sous-total            | Sous-total            | -           | -           | -                     | -                     | -                              | 0                              | 0                              | 0     | 0     |
| Total sur la carrière | Total sur la carrière | Total sur la carrière | 437         | 19          | 9                     | 0                     | -                              | 0                              | 0                              | 446   | 19    |

### Palmarès
- Champion d'Europe des moins de 19 ans en 1977 avec la Belgique
- Champion de Division 2 belge en 1990 avec le RWD Molenbeek.
- Champion de Promotion en 1996 avec le RRC Tournai.

## Carrière en équipe nationale
Dirk De Vriese compte deux convocations en équipe nationale belge mais seulement un match joué. Il est appelé une première fois le 9 septembre 1981 pour disputer une rencontre des qualifications pour la Coupe du monde de 1982 contre la France mais il reste sur le banc durant l'entièreté du match. Il est rappelé trois ans plus tard, le 17 octobre 1984, pour affronter l'Albanie lors d'une rencontre comptant pour les qualifications pour la Coupe du monde de 1986. Il dispute cette fois l'intégralité de la rencontre.
Dans les catégories d'âge, Dirk De Vriese est appelé entre 1976 et 1977 à treize reprises chez les juniors UEFA, nom donné à l'époque à l'équipe des moins de 19 ans. Il dispute avec cette sélection le championnat d'Europe 1977, remporté à domicile par la Belgique. Il dispute également dix rencontres avec les espoirs entre 1978 et 1979.

### Liste des sélections internationales
Le tableau ci-dessous reprend toutes les sélections de Dirk De Vriese. Les matches qu'il ne joue pas sont indiqués en italique. Le score de la Belgique est toujours indiqué en gras.
| Date       | Compétition                                  | Adversaire | Lieu      | Score | Remarque |
| ---------- | -------------------------------------------- | ---------- | --------- | ----- | -------- |
| 09/09/1981 | Éliminatoires Coupe du monde 1982 (Groupe 2) | France     | Bruxelles | 2-0   |          |
| 17/10/1984 | Éliminatoires Coupe du monde 1986 (Groupe 1) | Albanie    | Bruxelles | 3-1   |          |

## Reconversion comme agent de joueurs
Après sa retraite, Dirk De Vriese se reconvertit comme agent de joueurs, œuvrant principalement en Belgique et Amérique du Sud. Il sert notamment d'intermédiaire lors de l'arrivée de Nicolás Frutos à Anderlecht en janvier 2006. Il est actuellement l'agent de Ronald Vargas et d'Adnan Januzaj notamment. Son fils Emmerik est également footballeur professionnel et évolue en 2017 au Club Sportiv Gaz Metan Mediaș, en première division roumaine.